# Hemmesjösjön
Hemmesjösjön är en sjö i Växjö kommun i Småland och ingår i Mörrumsåns huvudavrinningsområde. Sjön är 6,9 meter djup, har en yta på 0,775 kvadratkilometer och är belägen 169,1 meter över havet.

## Delavrinningsområde
Hemmesjösjön ingår i det delavrinningsområde (630357-144789) som SMHI kallar för Inloppet i Tegnabysjön. Medelhöjden är 182 meter över havet och ytan är 25,39 kvadratkilometer. Räknas de 9 avrinningsområdena uppströms in blir den ackumulerade arean 253,39 kvadratkilometer. Aggaå (Skyeån) som avvattnar avrinningsområdet har biflödesordning 2, vilket innebär att vattnet flödar genom totalt 2 vattendrag innan det når havet efter 96 kilometer. Avrinningsområdet består mestadels av skog (76 procent). Avrinningsområdet har 1,09 kvadratkilometer vattenytor vilket ger det en sjöprocent på 4,3 procent. Bebyggelsen i området täcker en yta av 0,61 kvadratkilometer eller 2 procent av avrinningsområdet.